# Walther Kampe
Walther Kampe (* 31. Mai 1909 in Wiesbaden; † 22. April 1998 in Limburg an der Lahn) war ein deutscher römisch-katholischer Geistlicher, Seelsorger und von 1952 bis 1984 Weihbischof im Bistum Limburg.

## Familie
Die Eltern, Otto Kampe († 1958 in Limburg), Kaufmann und Techniker zur Anfertigung von „künstlichen Augen“, Katholik, und Lina Kampe, geborene Blach († 1966 in Limburg), 1908 anlässlich der Heirat zum Katholizismus konvertiert, entstammten beide dem gutbürgerlichen Milieu der Bäderstadt Wiesbaden. Die Mutter kam aus einer jüdischen Kaufmannsfamilie, deren Mitglieder während der Zeit des Nationalsozialismus geflüchtet waren.

## Leben
Am 8. Dezember 1934 empfing Kampe in Limburg in der Pallottinerkirche die Priesterweihe. Zunächst engagierte er sich in der Auslandsseelsorge bei den Auslandsdeutschen aus Siebenbürgen und den Bessarabiendeutschen. Nach der sowjetischen Besetzung der Region im Sommer 1940 floh er nach Alba Iulia. Dort wurde er 1944 von den Sowjets inhaftiert und musste bis 1947 Zwangsarbeit leisten.
Papst Pius XII. ernannte ihn am 20. Juli 1952 zum Titularbischof von Bassiana und zum ersten Weihbischof von Limburg. Der Bischof von Mainz, Albert Stohr, spendete ihm am 7. September desselben Jahres die Bischofsweihe. Mitkonsekratoren waren der Bischof von Fulda, Johann Baptist Dietz, und der Bischof von Limburg, Wilhelm Kempf.
Er nahm an allen vier Sitzungsperioden des Zweiten Vatikanischen Konzils als Konzilsvater teil und leitete in dieser Zeit die Pressearbeit der deutschen Bischöfe. Als Domdekan des Limburger Domkapitels war er maßgeblich an der Renovierung des Limburger Domes beteiligt. Von 1981 bis 1985 war Kampe Präsident von Pax Christi Deutschland. 1982 erhielt er Große Bundesverdienstkreuz. Emeritiert am 31. Mai 1984, lebte er im Ruhestand in Limburg. Kampe engagierte sich aber jahrelang weiter im kirchlichen Umfeld. Im Jahr 1992 erlitt Kampe einen schweren Schlaganfall, von dessen Folgen er sich mit viel Willenskraft teilweise erholen konnte. Er wurde am 30. April 1998 auf dem Domherrenfriedhof am Limburger Dom beigesetzt.

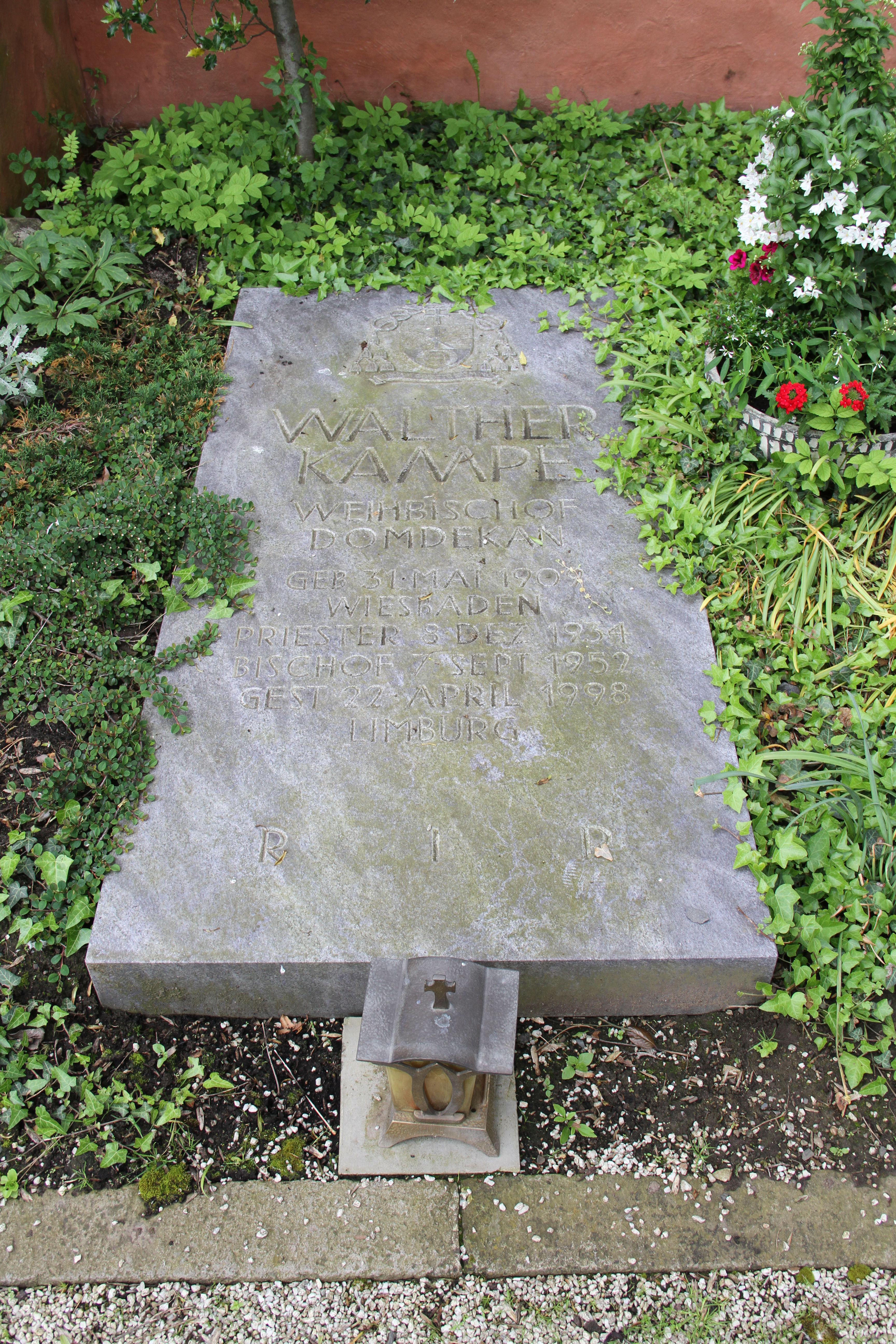
Grab Walther Kampes auf dem Friedhof am Limburger Dom

Kampe war seit 1956 Ehrenmitglied des Unitas-Verbandes und seit 1962 Ehrenmitglied der katholischen Studentenverbindung KDStV Hasso-Nassovia Frankfurt am Main im Cartellverband der katholischen deutschen Studentenverbindungen (CV).
Im Jahr 1970 wurde er von Kardinal-Großmeister Eugène Tisserant zum Ritter des Ritterordens vom Heiligen Grab zu Jerusalem ernannt und am 5. Dezember 1970 im Kölner Dom durch Lorenz Kardinal Jaeger, Großprior der deutschen Statthalterei, investiert. Er war zuletzt Großoffizier des Ordens.

## Veröffentlichungen
- Bistum Limburg. Pattloch, [Augsburg] 1994.
- Was wirkt in der Kirche? Evang. Akad. Arnoldshain, Schmitten 1986.
- Gemeinsames Zeugnis. Evang. Akad. Arnoldshain, Schmitten 1982.
- Umkehren zum Frieden. Christophorus-Verlag, Freiburg im Breisgau 1982.
- Unser gemeinsamer Weg. Knecht, Frankfurt am Main 1977.
- Junge Christen befragen die Kirchen. Desch, München 1968.
- Gott, Mensch, Welt. Echter-Verlag, Würzburg 1956; 4. Aufl. 1964
- Das Konzil im Spiegel der Presse. 2 Bände, Echter-Verlag, Würzburg 1963/64 (Hrsg.)
- Im Spiegel der Zeit. Knecht, Frankfurt/Main 1962.